# Lisa Mayer
Lisa Mayer (ur. 2 maja 1996 w Gießen) – niemiecka lekkoatletka specjalizująca się w biegach sprinterskich.
Siódma zawodniczka biegu na 200 metrów podczas mistrzostw świata juniorów młodszych w Doniecku (2013). Wraz z koleżankami z reprezentacji stanęła na najniższym stopniu podium w biegu rozstawnym 4 × 100 metrów na juniorskich mistrzostwach świata w Eugene (2014). Wicemistrzyni Europy juniorów na dystansie 200 metrów (2015). W 2016 zdobyła brązowy medal w biegu rozstawnym podczas mistrzostw Europy w Amsterdamie. Uczestniczka igrzysk olimpijskich w Rio de Janeiro (2016) oraz piąta zawodniczka halowych mistrzostw Europy w Belgradzie (2017). W tym samym roku zdobyła złoty i srebrny medal podczas IAAF World Relays. Kilka miesięcy później w Londynie podczas mistrzostw świata wraz z koleżankami z reprezentacji zajęła czwarte miejsce w biegu rozstawnym 4 × 100 metrów.
Medalistka mistrzostw Niemiec oraz reprezentantka kraju na drużynowych mistrzostwach Europy.

## Osiągnięcia
| Rok  | Impreza                                 | Miejsce        | Konkurencja        | Lokata     | Wynik           |
| ---- | --------------------------------------- | -------------- | ------------------ | ---------- | --------------- |
| 2013 | Mistrzostwa świata juniorów młodszych   | Donieck        | bieg na 200 m      | 7. miejsce | 24,12           |
| 2014 | Mistrzostwa świata juniorów             | Eugene         | sztafeta 4 × 100 m | 3. miejsce | 44,65           |
| 2015 | Mistrzostwa Europy juniorów             | Eskilstuna     | bieg na 100 m      | 2. miejsce | 11,64           |
| 2016 | Mistrzostwa Europy                      | Amsterdam      | bieg na 200 m      | 8. miejsce | 23,10           |
| 2016 | Mistrzostwa Europy                      | Amsterdam      | sztafeta 4 × 100 m | 3. miejsce | 42,48           |
| 2016 | Igrzyska olimpijskie                    | Rio de Janeiro | bieg na 200 m      | półfinał   | 22,90           |
| 2016 | Igrzyska olimpijskie                    | Rio de Janeiro | sztafeta 4 × 100 m | 4. miejsce | 42,10           |
| 2017 | Halowe mistrzostwa Europy               | Belgrad        | bieg na 60 m       | 5. miejsce | 7,19            |
| 2017 | IAAF World Relays                       | Nassau         | sztafeta 4 × 100 m | 1. miejsce | 42,84           |
| 2017 | IAAF World Relays                       | Nassau         | sztafeta 4 × 200 m | 2. miejsce | 1:30,68 (elim.) |
| 2017 | Mistrzostwa świata                      | Londyn         | sztafeta 4 × 100 m | 4. miejsce | 42,36           |
| 2019 | IAAF World Relays                       | Jokohama       | sztafeta 4 × 100 m | 3. miejsce | 43,68 (elim.)   |
| 2021 | Superliga drużynowych mistrzostw Europy | Chorzów        | bieg na 100 m      | 2. miejsce | 11,27           |
| 2021 | Superliga drużynowych mistrzostw Europy | Chorzów        | sztafeta 4 × 100 m | –          | DNF             |
| 2021 | Igrzyska olimpijskie                    | Tokio          | bieg na 100 m      | eliminacje | DNS             |
| 2022 | Mistrzostwa Europy                      | Monachium      | sztafeta 4 × 100 m | 1. miejsce | 42,34           |
| 2023 | Halowe mistrzostwa Europy               | Stambuł        | bieg na 60 m       | półfinał   | 7,27            |
| 2024 | World Athletics Relays                  | Nassau         | sztafeta 4 × 100 m | 4. miejsce | 42,93 (elim.)   |
| 2024 | Mistrzostwa Europy                      | Rzym           | bieg na 100 m      | eliminacje | 11,20           |
| 2024 | Igrzyska olimpijskie                    | Paryż          | sztafeta 4 × 100 m | 3. miejsce | 41,97           |
| 2025 | Halowe mistrzostwa Europy               | Apeldoorn      | bieg na 60 m       | półfinał   | 7,49            |
| 2025 | I dywizja drużynowych mistrzostw Europy | Madryt         | bieg na 100 m      | 6. miejsce | 11,26           |
| 2025 | I dywizja drużynowych mistrzostw Europy | Madryt         | sztafeta 4 × 100 m | 3. miejsce | 42,52           |

## Rekordy życiowe
- bieg na 60 metrów (hala) – 7,12 (2018)
- bieg na 100 metrów – 11,10 (2025) / 11,02w (2017)
- bieg na 200 metrów – 22,64 (2017)